# Columbus (mô-đun ISS)

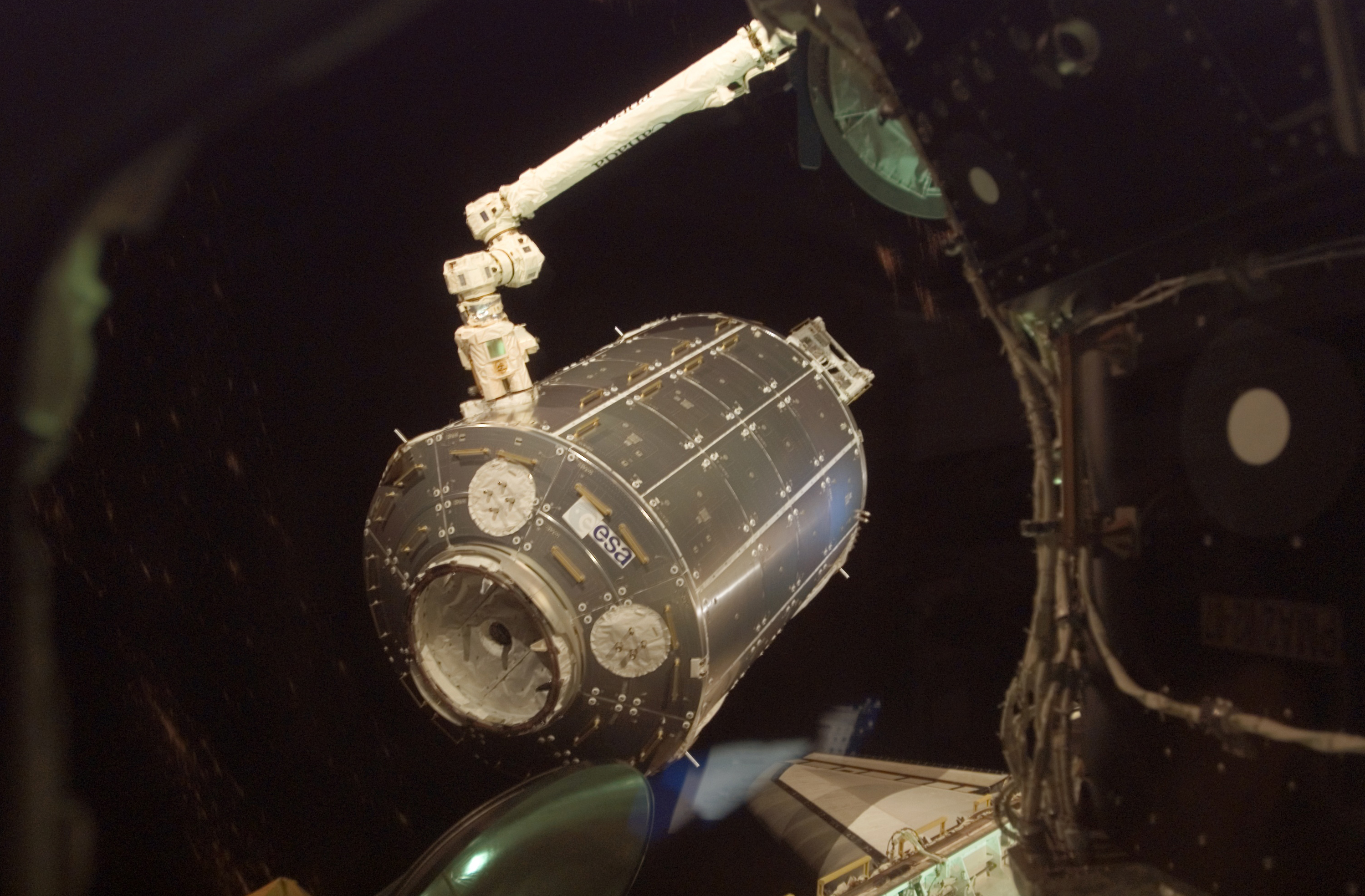
Phòng thí nghiệm Columbus

Columbus là phòng thí nghiệm không gian đầu tiên của châu Âu tồn tại dài hạn trong không gian, đây là đóng góp lớn nhất của châu Âu vào Trạm không gian quốc tế. Đây là phòng thí nghiệm thứ hai được lắp đặt vào trạm ISS sau phòng thí nghiệm Destiny của Mỹ. Sự kết hợp phòng thí nghiệm này vào trạm sẽ giúp mở rộng đáng kể khả năng nghiên cứu khoa học trên trạm.

## Lịch sử
Columbus đánh dấu một chặng đường phát triển đáng kể của việc phát triển các nghiên cứu và thiết bị không gian của Cơ quan không gian châu Âu (ESA) kể từ dự án Spacelab trong các thập niên 1980 và 1990. Columbus được phóng lên bởi tàu con thoi Atlantis trong chuyến bay STS-122 và được ghép nối vào mạn phải của Node 2.

## Chức năng
Trong suốt khoảng thời gian hoạt động dự kiến 10 năm của mình, Columbus sẽ giúp thực hiện các nghiên cứu rất phức tạp trong trạng thái phi trọng lực với những tiện nghi ở cả phía bên trong và bên ngoài của phòng thí nghiệm. Với Columbus, các nhà nghiên cứu có thể thực hiện rất nhiều nghiên cứu về sự sống, vật lý lưu chất và một lượng lớn các lĩnh vực khác. Mặc dù đây là phòng thí nghiệm nhỏ nhất trên trạm, Columbus cung cấp cùng khả năng như thể tích chứa tải trọng nghiên cứu, năng lượng cũng như dữ liệu thu thập so với các khoang nghiên cứu khác trên trạm.

## Kỹ thuật

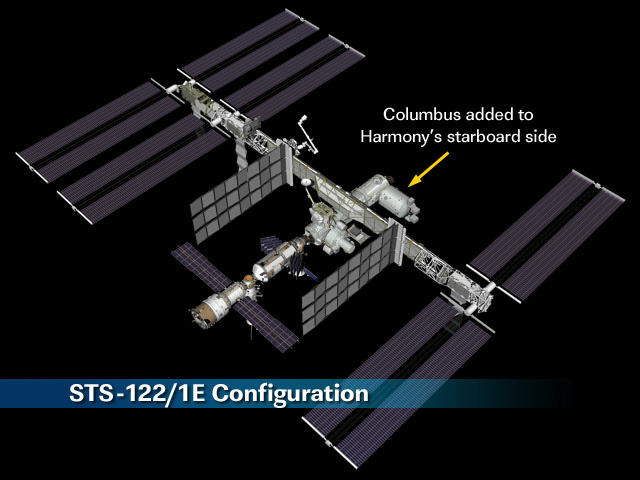
Vị trí Columbus trên ISS

Phòng thí nghiệm do châu Âu xây dựng này có thiết kế rất giống với các module hậu cần đa mục đích (Multi Purpose Logistics Module – MPLM) cũng do châu Âu chế tạo. Các MPLM được mang theo tàu con thoi để mang đồ dùng tiếp tế cũng như các thiết bị khoa học lên trạm ISS. Columbus có dạng hình trụ dài 7 m và đường kính 4,5 m được hàn với hai đầu hình nón, khối lượng 10,3 tấn và thể tích là 75 m³. Sau khi được trang bị đầy đủ, Columbus sẽ có một thể tích sinh hoạt khoảng 25 m³. Các cấu trúc chính cũng như cấu trúc phụ bên trong của phần thân Columbus đều làm bằng hợp kim nhôm. Các lớp này được bao bọc bởi một lớp phủ cách nhiệt nhiều lớp giúp ổn định nhiệt và các tấm bảo vệ nặng 2 tấn làm từ hợp kim nhôm kết hợp với các lớp Kevlar và Nextel giúp bảo vệ phần bên trong khỏi các mảnh vụn bay lơ lửng không gian. Phòng thí nghiệm sẽ được cung cấp 20 kW, trong đó 13,4 kW được sử dụng cho các hoạt động nghiên cứu.

### Các tiện ích nghiên cứu khoa học
Columbus có thể chứa được 16 giá đựng vòng quanh bề mặt phần hình trụ với 4 dãy chứa 4 giá. Các giá này có kích thước và giao diện tiêu chuẩn được sử dụng đối với mọi module không thuộc Nga. Các giá này có thể chứa các hệ thống phụ hoặc các mẫu và thiết bị thí nghiệm. 10 trong số 16 giá này là các giá thí nghiệm tiêu chuẩn quốc tế (International Standard Payload Rack) được trang bị đầy đủ các tài nguyên (ví dụ như năng lượng, làm mát, đường truyền video và dữ liệu), có thể phục vụ một tiện nghi nghiên cứu nặng tới 700 kg. Khả năng nghiên cứu vượt bậc này của Columbus là nhờ vào một quy trình tối ưu hóa một cách cẩn thận và chặt chẽ thiết kế hệ thống, trong đó tận dụng phần đầu hình nón để chứa các thiết bị của hệ thống phụ. Khu vực trung tâm của phần hình nón này giữ các thiết bị hệ thống như các thiết bị ghi hình và theo dõi video, bảng điều khiển, thiết bị đầu cuối âm thanh và máy dập lửa. Ngoài ra còn có 3 giá chứa các hệ thống phụ cho Columbus như máy bơm nước, máy trao đổi nhiệt và các thiết bị hàng không và 3 giá còn lại dùng làm kho chứa cho các thí nghiệm. Bên ngoài phòng thí nghiệm còn có 4 vị trí để lắp đặt các thí nghiệm về khoa học vũ trụ, quan sát Trái Đất, công nghệ và các ngành khoa học mới. Các vị trí này đều có khả năng cung cấp năng lượng cũng như ghi nhận và truyền dữ liệu cho các thí nghiệm cài đặt lên đó.

### Các hệ thống
Không khí bên trong Columbus được làm thông thoáng bởi một dòng khí liên tục từ Node 2. Không khí được đưa về Node 2 để làm sạch và khử bỏ cacbonic. Khí này được theo dõi bởi các hệ thống phụ trên Columbus để kiểm tra các chất gây hại. Nhiệt độ trên phòng thí nghiệm cũng có thể được thay đổi từ 16 °C đến 30 °C. Độ ẩm cũng có thể được điều chỉnh một cách thích hợp. Một vòng luân chuyển nước được nối với hệ thống thoát nhiệt của ISS để phục vụ cho tất cả các thí nghiệm cũng như hệ thống trên phòng thí nghiệm, giúp làm mát các thiết bị. Ngoài ra cũng có một hệ thống trao đổi nhiệt không khí-nước giúp ngăn chăn sự ngưng tụ của không khí bên trong cabin. Một hệ thống lò sưởi điện có nhiệm vụ chống lại cái lạnh cực độ ở bên ngoài tại một số trạng thái của trạm.

## Trung tâm điều khiển Columbus
Nằm trong khuôn viên của trung tâm hoạt động không gian thuộc trung tâm hàng không của Đức (DLR) tại Oberpfaffenhofen, Đức, trung tâm điều khiển Columbus (Columbus Control Center – Col-CC) chịu trách nhiệm về việc điều khiển và hoạt động của Columbus. Tất cả các thí nghiệm của châu Âu trên Columbus đều được truyền dữ liệu trực tiếp về Col-CC thông qua hệ thống truyền dữ liệu của ISS. Col-CC điều phối các hoạt động thí nghiệm của châu Âu. Các dữ liệu liên quan được phân phối từ Col-CC tới các trung tâm hoạt động và hỗ trợ khách hàng trên khắp châu Âu, nơi chịu trách nhiệm hoàn thành các tiện ích, hệ thống con cho các tiện ích hoặc các thí nghiệm nào đó.

## Bên lề
Có 5 giá đựng nghiên cứu khoa học được lắp đặt trong Columbus khi module này được phóng lên quỹ đạo:
- Biolab: Giúp thực hiện các thí nghiệm về vi sinh vật, nuôi cấy mô và tế bào, thậm chí cả về các loại động vật và thực vật nhỏ.
- Thiết bị nghiên cứu sinh lý học (European Physiology Modules Facility – EPM): Nghiên cứu các ảnh hưởng của các chuyến bay không gian dài ngày tới cơ thể con người. Kết quả các nghiên cứu này có thể giúp tăng thêm sự hiểu biết về chứng loãng xương do tuổi tác, mất thăng bằng cùng các chứng bệnh khác.
- Phòng thí nghiệm về chất lưu (Fluid Science Laboratory – FSL): Giúp tìm hiểu về các tính chất mới của chất lưu trong môi trường không trọng lực. Các thí nghiệm này có nhiều ứng dụng trong thực tế như tạo ra các phương pháp mới xử lý dầu tràn, và thậm chí cải tiến việc sản xuất thấu kính quang học.
- Giá ngăn kéo (European Drawer Rack – EDR): Là một giá đựng có cấu trúc nhiều ngăn đựng rất linh hoạt dùng để mang các thí nghiệm thuộc nhiều lĩnh vực khoa học khác nhau.
- Giá mang và chuyên chở (European Transport Carrier – ETC): Chứa các vật dụng cần được chuyên chở và sắp xếp.

Ngoài ra còn có 2 thí nghiệm được gắn vào các vị trí phía ngoài phòng thí nghiệm:
- European Technology Exposure Facility – EuTEF: Chứa các thí nghiệm nghiên cứu cần được trưng ra trong môi trường không gian.
- SOLAR: Một cơ cấu chứa 3 dụng cụ khoa học để nghiên cứu các hiện tượng liên quan tới Mặt Trời.